# Ravenden Springs
Ravenden Springs est un village situé dans l’État américain de l'Arkansas, dans le comté de Randolph.